# Лендер (округ, Невада)
Шаблон:StateAbbr_ 39°57′ пн. ш. 117°02′ зх. д. / 39.95° пн. ш. 117.03° зх. д.
Округ  Лендер (англ. Lander County) — округ (графство) у штаті  Невада, США. Ідентифікатор округу 32015.

## Історія
Округ утворений 1861 року.

## Демографія
За даними перепису 
2000 року 
загальне населення округу становило 5794 осіб, зокрема міського населення було 3723, а сільського — 2071.
Серед мешканців округу чоловіків було 2975, а жінок — 2819. В окрузі було 2093 домогосподарства, 1523 родин, які мешкали в 2780 будинках.
Середній розмір родини становив 3,23.
Віковий розподіл населення поданий у таблиці:
| Стать    | До 15 років | 15-21 | 22-29 | 30-39 | 40-49 | 50-65 | 65-85 | Понад 85 |
| -------- | ----------- | ----- | ----- | ----- | ----- | ----- | ----- | -------- |
| Чоловіки | 817         | 277   | 225   | 428   | 500   | 538   | 176   | 14       |
| Жінки    | 747         | 273   | 243   | 427   | 457   | 459   | 179   | 34       |

## Суміжні округи
- Елко — північ
- Еврика — схід
- Най — південь
- Черчилл — захід
- Першинґ — захід
- Гумбольдт — північний захід

## Виноски
1. ↑  U.S. Decennial Census. United States Census Bureau. Архів оригіналу за 4 квітня 2018. Процитовано 20 грудня 2014.
2. ↑  Historical Census Browser. University of Virginia Library. Архів оригіналу за 11 серпня 2012. Процитовано 20 грудня 2014.
3. ↑  Population of Counties by Decennial Census: 1900 to 1990. United States Census Bureau. Архів оригіналу за 3 квітня 2015. Процитовано 20 грудня 2014.
4. ↑  Census 2000 PHC-T-4. Ranking Tables for Counties: 1990 and 2000 (PDF). United States Census Bureau. Архів оригіналу (PDF) за 18 грудня 2014. Процитовано 20 грудня 2014.
5. ↑  State & County QuickFacts. United States Census Bureau. Архів оригіналу за 6 червня 2011. Процитовано 23 вересня 2013.(англ.) Наведено за англійською вікіпедією.
6. ↑  American FactFinder. Бюро перепису населення США. Архів оригіналу за 26 лютого 2012. Процитовано 31 січня 2008.

| США | Це незавершена стаття з географії США. Ви можете допомогти проєкту, виправивши або дописавши її. |